# ويلهلم بينيت
ويلهلم بينيت (بالسويدية: Wilhelm Bennet)‏ هو عسكري سويدي، ولد في 1677 في توركو في فنلندا، وتوفي في 18 نوفمبر 1740 في Malmö City ‏ في السويد.